# Малый вперёд: Катастрофа танкера «Эксон Валдиз»
«Малый вперёд: Катастрофа танкера „Эксон Валдиз“» («Смерть впереди», англ. Dead Ahead: The Exxon Valdez Disaster) — телефильм.

## Сюжет
Реальная история борьбы за то, чтобы минимизировать экологический и финансовый ущерб, причинённый Аляске нефтяным пятном, растёкшимся вследствие аварии танкера «Эксон Валдиз».

## В ролях
- Кристофер Ллойд
- Рип Торн
- Джон Хёрд